# Capuronianthus
Capuronianthus är ett släkte av tvåhjärtbladiga växter. Capuronianthus ingår i familjen Meliaceae.
Kladogram enligt Catalogue of Life:
| Capuronianthus | \| \| Capuronianthus mahafalensis \| \| \| \| \| \| Capuronianthus vohemarensis \| \| \| \| |
|                | \| \| Capuronianthus mahafalensis \| \| \| \| \| \| Capuronianthus vohemarensis \| \| \| \| |
|                | Capuronianthus mahafalensis                                                                 |
|                |                                                                                             |
|                | Capuronianthus vohemarensis                                                                 |
|                |                                                                                             |